# Михеев, Станислав Павлович
Станислав Павлович Михеев (11 октября 1940 — 23 апреля 2011) — российский физик, главный научный сотрудник Отдела лептонов высоких энергий и нейтринной астрофизики (ОЛВЭНА) Института ядерных исследований, один из открывателей эффекта Михеева — Смирнова — Вольфенштейна.

## Биография
Окончил физический факультет Московского государственного университета в 1965 году. Научный сотрудник Физического института им. П. Н. Лебедева. С 1970 года — научный сотрудник Института ядерных исследований АН СССР, где он получил докторскую степень по физике в 1983 году. Ученик академика А. Е. Чудакова.
В течение длительного времени работал в Баксанской нейтринной обсерватории. Был руководителем двух экспериментов, проведённых на подземном сцинтилляционном телескопе: измерение потока мюонов и поиск сверхтяжёлых магнитных монополей.
В 1985 году Станислав Михеев и Алексей Смирнов подсчитали распространение осциллирующих нейтрино в веществе с различной плотностью и предложили объяснение проблемы солнечных нейтрино (эффект МСВ). С 1991 по 1998 Михеев работал на детекторе MACRO. Его деятельность также связана с Баксанской нейтринной обсерваторией, Байкальским подводным нейтринным телескопом и экспериментом T2K.

## Награды и премии
- Премия имени Бруно Понтекорво (2005) «За предсказание и исследование влияния вещества на осцилляции нейтрино, получившее название эффекта Михеева-Смирнова-Вольфенштейна»
- Премия имени академика М. А. Маркова (2008) «За большой вклад в разработку теории нейтринных осцилляций, проблем нейтринной астрофизики, анализ данных уникальных астрофизических установок Института на Баксане, Байкале, LVD, LSD и других»
- Премия Сакураи Американского физического общества за работы в области теоретической физики элементарных частиц (2008).